# Oppenhausen
Oppenhausen ist der westlichste Ortsbezirk der Stadt Boppard, der bis 2 km an die Mosel heranreicht und zum Niederkirchspiel gehört.

## Geschichte
Oppenhausen wurde um 1330 erstmals urkundlich erwähnt. Im Trierer Feuerbuch von 1563 werden in Oppenhausen zwölf Anwesen (Feuerstellen) gezählt. Oppenhausen gehörte bis zum Ende des 18. Jahrhunderts zum Gallscheider Gericht und damit zu Kurtrier. Nach der Besetzung des Linken Rheinufers durch französische Revolutionstruppen (1794) gehörte der Ort von 1798 bis 1814 zum französischen Kanton Boppard im Rhein-Mosel-Departement, 1815 wurde er auf dem Wiener Kongress dem Königreich Preußen zugeordnet. Unter der preußischen Verwaltung gehörte Oppenhausen zur Bürgermeisterei Halsenbach im 1816 neu gebildeten Kreis Sankt Goar im Regierungsbezirk Koblenz.
Bis zur Eingliederung in die neue Gemeinde Boppard am 31. Dezember 1975 war Oppenhausen eine eigenständige Gemeinde.

## Politik

### Ortsbeirat
Der Ortsbeirat in Oppenhausen besteht aus sieben ehrenamtlichen Ratsmitgliedern, die zuletzt bei der Kommunalwahl am 9. Juni 2024 in einer personalisierten Verhältniswahl gewählt wurden, und dem ebenfalls ehrenamtlichen Ortsvorsteher als Vorsitzendem.
Die Sitzverteilung im gewählten Ortsbeirat:
| Wahl | SPD | CDU | BfB * | Gesamt  |
| ---- | --- | --- | ----- | ------- |
| 2024 | 2   | 4   | 1     | 7 Sitze |
| 2019 | 4   | 3   | –     | 7 Sitze |
| 2014 | 4   | 3   | –     | 7 Sitze |

### Ortsvorsteher
Jörg Schuch (CDU) wurde am 4. September 2024 Ortsvorsteher von Oppenhausen. Bei der Stichwahl am 23. Juni 2024 hatte er sich mit einem Stimmenanteil von 60,5 % durchgesetzt, nachdem bei der Direktwahl am 9. Juni 2024 keiner der ursprünglich drei Bewerber eine ausreichende Mehrheit erreichen konnte.
Schuchs Vorgänger Jürgen Poersch (SPD) hatte das Amt seit 1997 inne und kandidierte bei der Wahl 2024 nicht erneut als Ortsvorsteher.

## Ortsbeschreibung
Heute verfügt der Ort mit der Niederkirchspielhalle, die zuletzt im Winter 2008 grundlegend saniert wurde, sowie dem angrenzenden Rasensportplatz über gute Freizeiteinrichtungen. Im ehemaligen Backhaus, dessen Öfen noch regelmäßig genutzt werden, befindet sich auch der Jugendraum, der von der Backesjugend organisiert wird.
Seit einigen Jahren verfügt Oppenhausen über einen Waldkindergarten in städtischer Trägerschaft, welcher sich auf dem Winkelholz befindet.
Die im Ort befindliche Kirche St. Hubertus ist eine Filialkirche der Pfarrkirche St. Pankratius in Herschwiesen.
Die Gemarkung Oppenhausen wird u. a. durch die Ehrbachklamm begrenzt, an deren Beginn die zu Oppenhausen zählenden Daubisbergermühle sowie die Rauschenmühle liegen. Am Ende der Ehrbachklamm und gegenüber der Eckmühle befindet sich der Jugend- und Kinderzeltplatz Stierwiese mit Schutzhütte.

### Hübingen
Zum Ortsbezirk Oppenhausen zählt auch das Straßendorf Hübingen mit ca. 130 Einwohnern. In der Ortsmitte steht das Backhaus, neben dem 1960 eine Kapelle errichtet wurde.

## Tourismus
Seit 2015 ist der Ort an den Fernwanderweg Saar-Hunsrück-Steig angebunden.